# Ioula
La rivière Ioula (en russe : Юла) est un cours d'eau de Russie et un affluent gauche de la Pinega.